# Maria de Courtenay
Maria de Courtenay (n. cca. 1204 – septembrie 1228) a fost una dintre fiicele împăratului latin de Constantinopol Petru al II-lea de Courtenay și al Yolandei de Flandra. În urma negocierilor dintre împărăteasa Yolanda și Imperiul de la Niceea, Maria de Courtenay s-a căsătorit cu împăratul niceean Teodor I Lascaris. De asemenea, Maria a fost regentă a Imperiului în numele fratelui său mai tânăr, Balduin al II-lea.

## Familia
Tatăl Mariei de Courtenay a fost ales ca împărat al Imperiului Latin în 1216, însă nu a apucat să guverneze imperiul întrucât, pe drumul către Constantinopol, a fost luat prizonier de către despotul Epirului, Teodor Comnen Dukas. În schimb, soția sa Yolanda, urmând un alt traseu, a reușit să ajungă la Constantinopol și, în lipsa împăratului ales, a devenit de jure regentă, conducând în perioada dintre 1217 și 1219. Căutând să încheie pacea cu Imperiul de la Niceea, Yolanda a negociat căsătoria dintre fiica sa, Maria, și Teodor I Lascaris, după ce împăratul rival și-a expulzat prima soție, Filipa a Armeniei.

## Împărăteasă de Niceea
Maria de Courtenay a fost împărăteasă de Niceea din 1219 până în noimebrie 1221, an în care soțul ei, grecul Teodor, a încetat din viață. Din căsătoria lor nu a rezultat niciun copil. În schimb, fiica sa vitregă, Irene Lascarina, născută din prima căsătorie a lui Teodor Lascaris, s-a căsătorit cu Ioan al III-lea Ducas Vatatzes, care astfel a preluat tronul din Niceea. 

## Regentă a Imperiului Latin
Fratele Mariei, Robert I de Courtenay a succedat Yolandei la Constantinopol din 1219. Peste circa 10 ani, la sfârșitul lui ianuarie 1228, Robert s-a stins la rândul său din viață, tronul revenind mai tânărului lor frate, Balduin al II-lea, care pe atunci nu avea decât 11 ani, fiind deci minor. Confruntați cu această situație, baronii din Constantinopol au ales-o pe Maria de Courtenay drept regentă a Imperiului. Însă regența nu a durat multă vreme, dat fiind că Maria a încetat din viață opt luni mai târziu. 